# Mszaniec (hromada Trembowla)
Mszaniec (ukr. Мшанець, Mszaneć) – wieś w rejonie tarnopolskim obwodu tarnopolskiego, założona w 1785 r. W II Rzeczypospolitej miejscowość była siedzibą gminy wiejskiej Mszaniec w powiecie trembowelskim województwa tarnopolskiego. Wieś liczy 1098 mieszkańców. 
W II Rzeczypospolitej wieś w powiecie trembowelskim w województwie tarnopolskim. W październiku 1944 nacjonaliści ukraińscy z OUN-UPA zamordowali tutaj 18 Polaków.
Do 2020 w rejonie trembowelskim.